# Okoppe
Okoppe (興部町, Okoppe-chō) est un bourg du district de Monbetsu, situé dans la sous-préfecture d'Okhotsk, sur l'île de Hokkaidō, au Japon.

## Géographie

### Démographie
Au 31 mars 2015, la population d'Okoppe s'élevait à 4 065 habitants répartis sur une superficie de 362,54 km2.